# La Roche-Morey
Roche-Morey – miejscowość i gmina we Francji, w regionie Burgundia-Franche-Comté, w departamencie Górna Saona.
Według danych na rok 1990 gminę zamieszkiwało 297 osób, a gęstość zaludnienia wynosiła 10 osób/km² (wśród 1786 gmin Franche-Comté Roche-Morey plasuje się na 456. miejscu pod względem liczby ludności, natomiast pod względem powierzchni na miejscu 34.).